# Llista de monuments de Puigpunyent
Llista de monuments de Puigpunyent catalogats pel consell insular de Mallorca com a Béns d'Interès Cultural en la categoria de monuments pel seu interès històric, artístic, arquitectònic, arqueològic, històric-industrial, etnològic, social, científic o tècnic.
| Monument                                     | Tipus                | Localització                                             | Coordenades                                          | Codi?         | Imatge |
| -------------------------------------------- | -------------------- | -------------------------------------------------------- | ---------------------------------------------------- | ------------- | --- |
| Conques                                      | Arq. defensiva       | Puigpunyent Carretera des Capdellà a Puigpunyent, km 8,8 | 39° 36′ 35″ N, 2° 31′ 10″ E / 39.60981°N,2.519566°E  | RI-51-0008493 | Carregueu una nova foto d'aquest monument                                                                                   |
| Son Puig                                     | Arq. defensiva       | Puigpunyent Carretera de Palma a Puigpunyent, km 12,8    | 39° 37′ 19″ N, 2° 32′ 37″ E / 39.621821°N,2.5436°E   | RI-51-0008494 | Carregueu una nova foto d'aquest monument                                                                                   |
| Ses Barraques / Cas Metge                    | Monument arqueològic | Puigpunyent                                              | 39° 38′ 28″ N, 2° 32′ 14″ E / 39.640979°N,2.537161°E | RI-51-0002668 | Carregueu una nova foto d'aquest monument                                                                                   |
| Na Beina                                     | Monument arqueològic | Puigpunyent                                              | 39° 38′ 47″ N, 2° 32′ 02″ E / 39.646265°N,2.533876°E | RI-51-0002669 | Carregueu una nova foto d'aquest monument                                                                                   |
| Ses Parets des Moros                         | Monument arqueològic | Puigpunyent                                              |                                                      | RI-51-0002670 | Carregueu una nova foto d'aquest monument                                                                                   |
| S'Hort d'Avall                               | Monument arqueològic | Puigpunyent                                              |                                                      | RI-51-0002671 | Carregueu una nova foto d'aquest monument                                                                                   |
| Sa Casa des Moro / Son Forteza / Sa Muntanya | Monument arqueològic | Puigpunyent                                              | 39° 38′ 12″ N, 2° 30′ 34″ E / 39.636631°N,2.509583°E | RI-51-0002672 | Carregueu una nova foto d'aquest monument                                                                                   |
| Es Gall de Foc / Es Casat Nou de Son Bru     | Monument arqueològic | Puigpunyent                                              | 39° 37′ 15″ N, 2° 32′ 05″ E / 39.620967°N,2.534848°E | RI-51-0002673 | Carregueu una nova foto d'aquest monument                                                                                   |
| Ses Casotes / Son Burguet                    | Monument arqueològic | Puigpunyent                                              | 39° 36′ 47″ N, 2° 33′ 47″ E / 39.613058°N,2.563093°E | RI-51-0002674 | Carregueu una nova foto d'aquest monument                                                                                   |
| Son Cotoner d'Amunt                          | Monument arqueològic | Puigpunyent                                              | 39° 37′ 00″ N, 2° 33′ 55″ E / 39.616653°N,2.565413°E | RI-51-0002675 | Son Cotoner d'Amunt (Puigpunyent) · Modifica el valor a Wikidata · Carregueu una nova foto d'aquest monument                |
| Son Fava                                     | Monument arqueològic | Puigpunyent                                              | 39° 38′ 16″ N, 2° 32′ 02″ E / 39.637723°N,2.533920°E | RI-51-0002676 | Carregueu una nova foto d'aquest monument                                                                                   |
| Sa Casa des Gegant / Son Puig                | Monument arqueològic | Puigpunyent                                              | 39° 37′ 34″ N, 2° 32′ 28″ E / 39.626038°N,2.541106°E | RI-51-0002677 | Sa Casa des Gegant / Son Puig (Puigpunyent) · Vegeu més fotos d'aquest monument · Carregueu una nova foto d'aquest monument |
| S'Establit / Son Puig                        | Monument arqueològic | Puigpunyent                                              | 39° 37′ 35″ N, 2° 32′ 14″ E / 39.626337°N,2.537154°E | RI-51-0002678 | Carregueu una nova foto d'aquest monument                                                                                   |
| Es Piconar                                   | Monument arqueològic | Puigpunyent                                              | 39° 38′ 24″ N, 2° 32′ 00″ E / 39.639956°N,2.533335°E | RI-51-0002679 | Carregueu una nova foto d'aquest monument                                                                                   |
| Ses Cases/ Es Xalet / Son Serralta           | Monument arqueològic | Puigpunyent                                              | 39° 37′ 01″ N, 2° 32′ 36″ E / 39.616865°N,2.543380°E | RI-51-0002680 | Ses Cases/ Es Xalet / Son Serralta (Puigpunyent) · Modifica el valor a Wikidata · Carregueu una nova foto d'aquest monument |
| Son Serralta / Límit amb Son Cotoner         | Monument arqueològic | Puigpunyent                                              | 39° 36′ 46″ N, 2° 32′ 39″ E / 39.612903°N,2.544105°E | RI-51-0002681 | Carregueu una nova foto d'aquest monument                                                                                   |
| Tanca de s'Era                               | Monument arqueològic | Puigpunyent                                              |                                                      | RI-51-0002682 | Carregueu una nova foto d'aquest monument                                                                                   |